# Список персонажей киновселенной Marvel

DVD-обложка с изображением различных главных героев Саги Бесконечности с Таносом на фоне.

Кинематографическая вселенная Marvel (КВМ) — американская медиафраншиза и общая вселенная, сосредоточенная на супергеройских фильмах и других сериалах с участием различных супергероев производства Marvel Studios, основанных на персонажах, которые появляются в американских комиксах от издательства Marvel Comics. Общая вселенная, очень похожая на оригинальную Вселенную Marvel из комиксов, была создана путём пересечения общих сюжетных элементов, мест действия, актёрского состава и персонажей.

## Marvel Studios
- Список персонажей киновселенной Marvel: А-М
- Список персонажей киновселенной Marvel: Н-Я

## Marvel Television
- Список персонажей телесериала «Агенты Щ.И.Т»
- Список персонажей телесериала «Агент Картер»
- Список персонажей телесериала «Нелюди»
- Список персонажей телесериала «Сорвиголова»
- Список персонажей мини-сериала «Защитники»
- Список персонажей телесериала «Каратель»

## Центральные персонажи
Серия фильмов Кинематографической вселенной Marvel включает в себя множество центральных персонажей на всех её фазах. Первые три фазы известны как «Сага Бесконечности». По состоянию на январь 2022 года было выпущено 27 фильмов и 5 сериалов, включая один анимационный сериал.
Первая фаза сосредоточена на шести людях, которые стали Мстителями (Тони Старк, Стив Роджерс, Тор, Брюс Бэннер, Наташа Романофф и Клинт Бартон), а также на Нике Фьюри, лидере «Щ.И.Т.а», который отвечает за идею создания команды. Ещё одним центральным персонажем является Локи, злодей, который изначально заставил Мстителей сформироваться, чтобы сорвать его планы мирового господства.
Вторая фаза снова посвящена первым шести Мстителям и Фьюри, а также новым членам команды (Джеймсу Роудсу [впервые представлен в Первой фазе], Сэму Уилсону, Ванде Максимофф и Вижну). В этой фазе также были представлены Стражи Галактики (Питер Квилл, Гамора, Ракета, Грут и Дракс) и Скотт Лэнг.
В Третьей фазе возвращаются центральные персонажи фильмов Первой и Второй фаз. Фаза начинается гражданской войной внутри Мстителей, в которой помимо действующих и бывших членов команды принимают участие и другие герои такие, как Баки Барнс (появлявшийся в Первой и Второй фазах), Скотт Лэнг, а также новые персонажи: Т’Чалла и Питер Паркер. В фазе было раскрыто происхождение Ника Фьюри, а Локи превратился из злодея в антигероя. Танос (который был кратко показан в Первой и Второй фазах) стал главным антагонистом Третьей фазы и всей «Саги Бесконечности». В качестве партнёра к Скотту Лэнгу присоединяется Хоуп ван Дайн. В фильмах фазы также представлены Стивен Стрэндж и Вонг, мастера мистических искусств, которые встают на сторону Мстителей и Стражей Галактики в борьбе с Таносом. К Стражам Галактики присоединяются Мантис и Небула (последняя изначально была злодеем во Второй фазе, но позже искупила свою вину).
На протяжении всей Третьей фазы на экране всё чаще появляются женские персонажи, что достигло кульминации в предпоследнем фильме фазы «Мстители: Финал», в котором героически себя проявили Пеппер Поттс (появлявшаяся с Первой фазы), героини Ваканды Окойе и Шури, Валькирия из Асгарда, а также новая героиня Кэрол Дэнверс. Тем временем, Стив Роджерс возвращается в прошлое и воссоединяется с Пегги Картер (из предыдущих фаз). Третья фаза завершает сюжетные арки Старка, Роджерса, Романофф, Локи, Гаморы и Таноса, хотя альтернативные и прошлые версии этих персонажей возвращаются в следующей фазе.
Четвёртая фаза посвящена влиянию Саги Бесконечности на оставшихся Мстителей и попутному представлению новых героев, таких как Шан-Чи и Вечные (например, Серси и Икарис). В фазе рассматривается предыстория Наташи Романофф и последствия публичного раскрытия тайны личности Человека-паука. Ванда Максимофф учится контролировать всю полноту своих сил как Алая Ведьма, Сэм Уилсон борется с трудностями принятия мантии нового Капитана Америки, а Клинт Бартон передаёт звание Соколиного глаза молодой протеже Кейт Бишоп. Варианту Локи из 2012 года, показанному в фильме «Мстители: Финал», отводится центральная роль в представлении Мультивселенной, за которой следит Наблюдатель.